# Saint-Vincent-de-Durfort
Saint-Vincent-de-Durfort ist eine französische Gemeinde mit 272 Einwohnern (Stand: 1. Januar 2022) im Département Ardèche in der Region Auvergne-Rhône-Alpes; sie gehört zum Arrondissement Privas und zum Kanton Haut-Eyrieux (bis 2015: Kanton Privas). 

## Geographie
Saint-Vincent-de-Durfort liegt etwa 25 Kilometer nordöstlich von Aubenas. Der Fluss Eyrieux begrenzt die Gemeinde im Norden. Umgeben wird Saint-Vincent-de-Durfort von den Nachbargemeinden Les Ollières-sur-Eyrieux im Norden und Nordwesten, Dunière-sur-Eyrieux im Norden und Nordosten, Saint-Fortunat-sur-Eyrieux im Nordosten, Saint-Cierge-la-Serre im Osten, Saint-Julien-en-Saint-Alban im Südosten, Flaviac im Süden und Südosten sowie Pranles im Westen und Südwesten.

## Bevölkerungsentwicklung
| Jahr                       | 1962 | 1968 | 1975 | 1982 | 1990 | 1999 | 2006 | 2013 |
| Einwohner                  | 230  | 189  | 159  | 141  | 163  | 213  | 207  | 248  |
| Quellen: Cassini und INSEE |      |      |      |      |      |      |      |      |

## Sehenswürdigkeiten

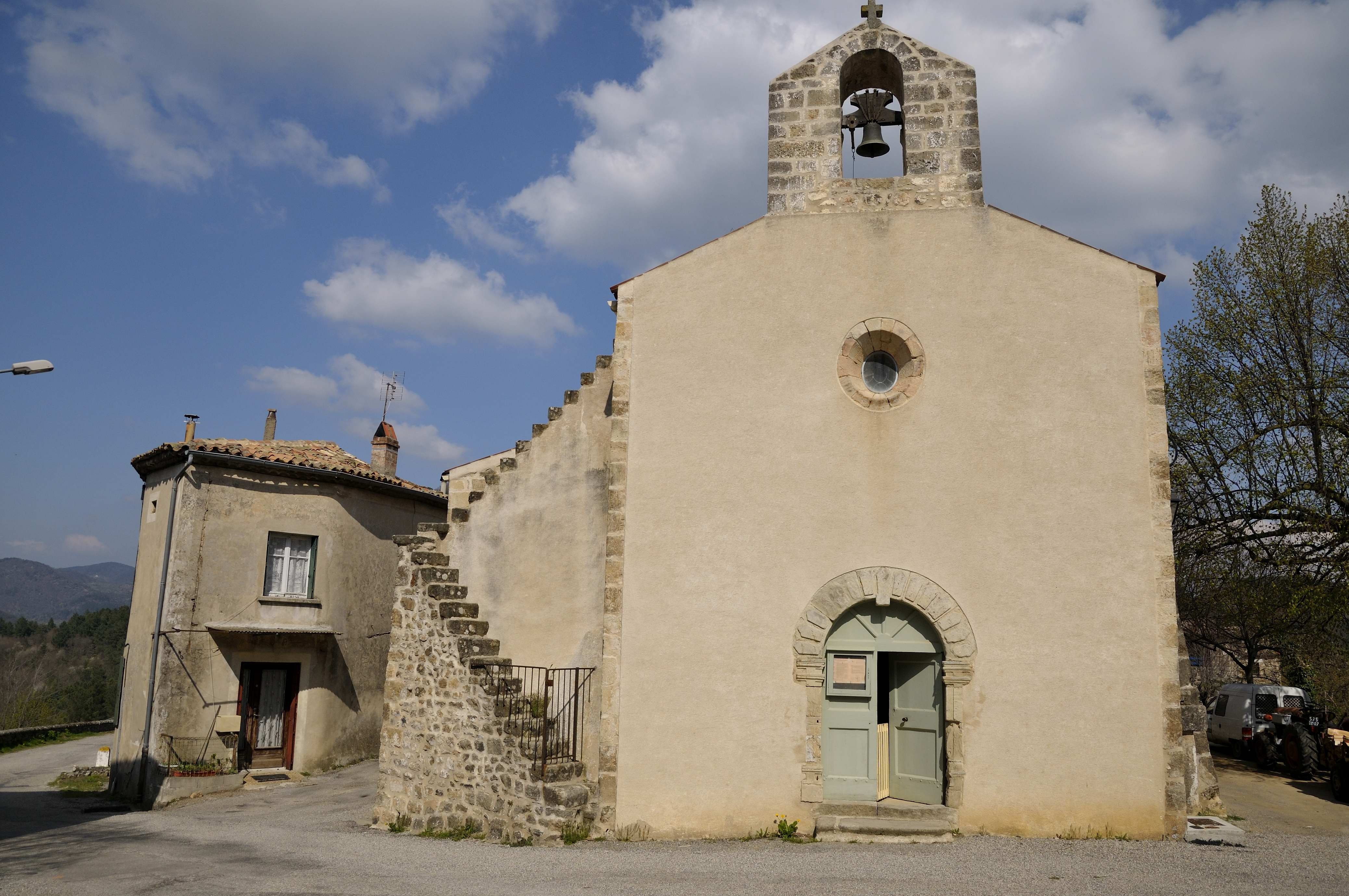
Kirche

- Kirche aus dem 13./14. Jahrhundert